# Thomas Stanley (4e baronnet)
Pour les articles homonymes, voir Thomas Stanley.
Thomas Stanley, 4e baronnet (27 septembre 1670 – 7 mai 1714) est un noble britannique et député.

## Biographie
Stanley est le fils d'Edward Stanley, 3e baronnet, et Elizabeth Bosvile, et succède à son père dans la baronnie à l'âge d'un an. Les membres issus de cette branche de la famille Stanley, connus comme les « Stanleys de Bickerstaffe », sont les descendants de James Stanley, frère cadet de Thomas Stanley (2e comte de Derby). Il représente Preston à la Chambre des Communes de 1695 à 1698. Il épouse Elizabeth Patten en 1688, et est mort en mai 1714, à 43 ans. Il est remplacé comme baronnet par son fils aîné, Edward Stanley (11e comte de Derby), qui en 1736, succède à un parent éloigné comme comte de Derby.